# 近鉄16000系電車
近鉄16000系電車（きんてつ16000けいでんしゃ）は、近畿日本鉄道が1965年（昭和40年）に導入した特急形車両。狭軌線の南大阪線・吉野線向けとして設計された最初の特急用車両で、1965年3月18日に大阪阿部野橋 - 吉野間で営業運転を開始した。それまで観光シーズンに運用されていたモ5820形による「かもしか号」の代替としての位置づけである。
本項では増備車の16010系電車、および譲渡車の大井川鉄道16000系電車についても述べる。
解説の便宜上、本項では大阪阿部野橋方先頭車の車両番号（車号）+F（Formation=編成の略）を編成名として記述する（例：モ16001以下2両編成=16001F）。また、近鉄16000系の解説に使用する写真については、大井川鉄道16000系の写真も適宜使用する。

## 登場の経緯
1947年（昭和22年）の有料特急運行開始以来、名阪特急を基軸に整備されてきた近鉄の特急運行戦略は1964年（昭和39年）の日本国有鉄道（国鉄）東海道新幹線開業に伴い、大きな方向転換を強いられることになった。所要時間・輸送力などの点で圧倒的優位に立つ新幹線の前で近鉄名阪特急の乗客数激減が見込まれたためである。
この問題に対して近鉄は、国鉄と競合する名阪特急重視から大きな政策転換を決断した。自社線を独立した名阪連絡路線として機能させる形から、東海道新幹線の培養線として機能させる形へと特急ネットワークを再構築するという着想である。つまり、遠隔地から新幹線で大阪・京都・名古屋に到達した人々を自社線に点在する伊勢志摩・奈良・吉野などの観光地へ誘致し、強力極まるライバルである新幹線を自社線の輸送需要喚起に役立てようというものであった。
もっとも、この方針転換については近鉄自身も十分な成算を持って行ったとは言い難い面があった。東海道新幹線開業と同日に近鉄が実施した1964年（昭和39年）10月1日ダイヤ改正では、上本町駅（現・大阪上本町駅）・近畿日本名古屋駅（現・近鉄名古屋駅）の両ターミナルと伊勢神宮最寄り駅である宇治山田をそれぞれ結ぶ阪伊・名伊の両特急の増発と、旧奈良電気鉄道承継車からの改造による間に合わせの特急車（680系）を起用し京都 - 橿原神宮駅（現・橿原神宮前）間を結ぶ京橿特急の半ば試行的な新設を実施して、新幹線に対する近鉄特急によるフィーダーネットワークの構築を開始した。だが、その一方で従来の方針を踏襲して名阪甲特急（ノンストップ特急）の増発も実施し、その利便性を強化するなど、この時点での近鉄特急ネットワークについての近鉄本社の運営方針はやや統一性を欠いていた。
この、特急ネットワークの再構築と名阪特急の強化、という2つの相反する方針の成否は、程なく明らかになった。
当初6往復、それもアンバランスなダイヤ設定でスタートした京都発着特急は、わずか2か月後の同年12月には京橿特急の間合いを利用した京都 - 近畿日本奈良（現・近鉄奈良）間を結ぶ京奈特急5往復の設定が乗客の強い要望によって開始され、さらには検査時予備として準備されていた予備特急車までをも定期特急運用に充当することで京奈特急を1往復増発、京橿・京奈特急が交互に1時間間隔で京都を発着する体制が整えられるほどの活況を呈した。
一方、名阪特急の営業成績は東海道新幹線の開業で甚大な影響を被った。名阪間ノンストップの名阪甲特急と主要駅停車の名阪乙両特急を合わせて1964年（昭和39年）前半には約70パーセントを占めていた名阪間鉄道輸送シェアが、同年後半には36.8パーセント、1966年（昭和41年）には年間を通じて19パーセントと激減し、壊滅に近い状況となったのである。
このような観光需要の喚起策の成功と名阪特急のシェア急減を背景として、近鉄は自社特急網の新幹線接続重視への再編を本格化させる。その過程で、橿原神宮駅にて橿原線と接続する狭軌線の南大阪線と吉野線についても、京都線・橿原線と同様の有料特急の定期運行が強く求められるようになった。
従来、軌間の相違で他路線からの直通不能な南大阪・吉野線系統については、両線を所轄する天王寺営業局の独自施策として1959年（昭和34年）8月からの一般車による快速「かもしか」の設定、1960年（昭和35年）2月15日の旧伊勢電気鉄道車の改造による専用車（モ5820形）を用いた同列車の観光シーズンを中心とした不定期有料特急「かもしか」への格上げ、さらに翌1961年（昭和36年）9月21日には「かもしか」の快速への格下げと増発の同時実施など、大阪阿部野橋 - 吉野間を直結する優等列車の運行が模索されてきた。
そこで近鉄本社は、この「かもしか」の実績を基本にしつつ、橿原神宮前駅での京橿特急との接続を基本としたダイヤ編成とすることで古都京都を訪れた観光客を吉野地区へ誘致し、また橿原神宮前での京橿特急との、そして京橿特急の大和八木での大阪線阪伊特急との接続をそれぞれ利用して南大阪地区からの観光客を京都・奈良・伊勢の各地区へ誘致する、定期有料特急（吉野特急）を新設し、回遊型の観光客誘致政策を本格化させる構想を立てた。この構想に基づき、南大阪線・吉野線用として大阪線特急車に準じた接客設備を備える本格的な特急車の新造が決定された。
当時の大阪線特急車の基幹系列であった11400系「新エースカー」の各部寸法を南大阪線系統の事情に合わせて手直しした車体に、当時量産が進められつつあった南大阪線用通勤車である6900系（のちの6000系）用主電動機、それに専用の制御器や台車を組み合わせた狭軌線専用特急車が新たに設計され、1965年に16000系が登場した。

## 構造

### 車種構成・編成
車種構成は以下の4形式からなる。
モ16000形
大阪阿部野橋方制御電動車 (Mc) 。車内販売準備室を設置。定員64名。
ク16100形
吉野方制御車 (Tc) 。電動発電機と空気圧縮機を搭載。洗面所・トイレを設置。定員64名。
モ16050形
中間電動車 (M) 。定員76名。
サ16150形
付随車 (T) 。電動発電機と空気圧縮機を搭載。洗面所・トイレを設置。定員72名。
編成はモ16000形とク16100形を組み合わせた2両編成8本とその間にサ16150形とモ16050形を挿入した4両編成1本があり、電算記号（編成記号）は、2･4両編成ともにYを使用する。第8編成のみY08とY51で構成される。
必要に応じて南大阪線では2・4・6・8両編成で、吉野線では各特急停車駅のプラットホーム有効長の制約から2・4両編成で、それぞれ運用される。なお、編成に当たっては16000系のほか、26000系・16200系以外の南大阪線・吉野線用特急車各系列も混用される。このため、例えば大阪阿部野橋を6両編成で出発した吉野行き特急は、橿原神宮前で2両を切り離し4両編成として吉野へ向かい、4両で吉野から橿原神宮前へ到着した大阪阿部野橋行き特急は、必要に応じ同駅で2両ないしは4両を増結し大阪阿部野橋へ向かうこととなる。
| モ16000 | ク16100 |
| Mc      | Tc      |

| モ16000 | サ16150 | モ16050 | ク16100 |
| Mc      | T       | M       | Tc      |

### 車体
上述のとおり、大阪線11400系を基本としつつ、地方鉄道建設規定に従う南大阪・吉野線の車両限界に合わせて最大幅を2,740 mmに縮小、側窓幅を20 mm拡大して1,620 mmとし、屋根高さをやや低く変更したため窓高さも50 mm縮小して700 mmとし、さらに妻面貫通扉窓の上下寸法を拡大した、専用設計の21 m級鋼製車体を備える。
窓配置はモ16000形とク16100形がdD8D1（d：乗務員扉、D：客用扉、数字：窓数）、モ16150形がD9D、サ16150形が1D9Dで、客用扉は当時の近鉄特急車の標準であった750 mm幅の2枚折戸を備える。また、モ16000形とク16100形およびサ16150形の車端部客用扉の外に置かれた側窓1枚分のスペースは、モ16000形が車内販売準備室、ク16100形とサ16150形が洗面所・トイレにそれぞれ割り当てられている。なお、サ16150形については吉野方客用扉に隣接したスペースに補助席を4名分設けている。
座席は11400系と同様、シートピッチ935 mmの回転クロスシートで、1977年（昭和52年）竣工の第9編成のみは当時淘汰が始まっていた10100系「新ビスタカー」からの廃車発生品を流用している。
なお、新造時には全車とも車端部にデッキは設置されておらず、客用扉から直接客室へ入る構成となっている。
特急標識は逆三角形の大型のもの（1977年〈昭和52年〉竣工の第9編成のみは小型のホームベース型で、後に他の編成も同様のものに交換された）を備え、塗装はオレンジと紺の近鉄特急車標準色である。
冷房装置は11400系と同様、冷凍能力4,500 kcal/hの東芝RPU-1103ユニットクーラーを各車6基ずつ屋根上に搭載している。

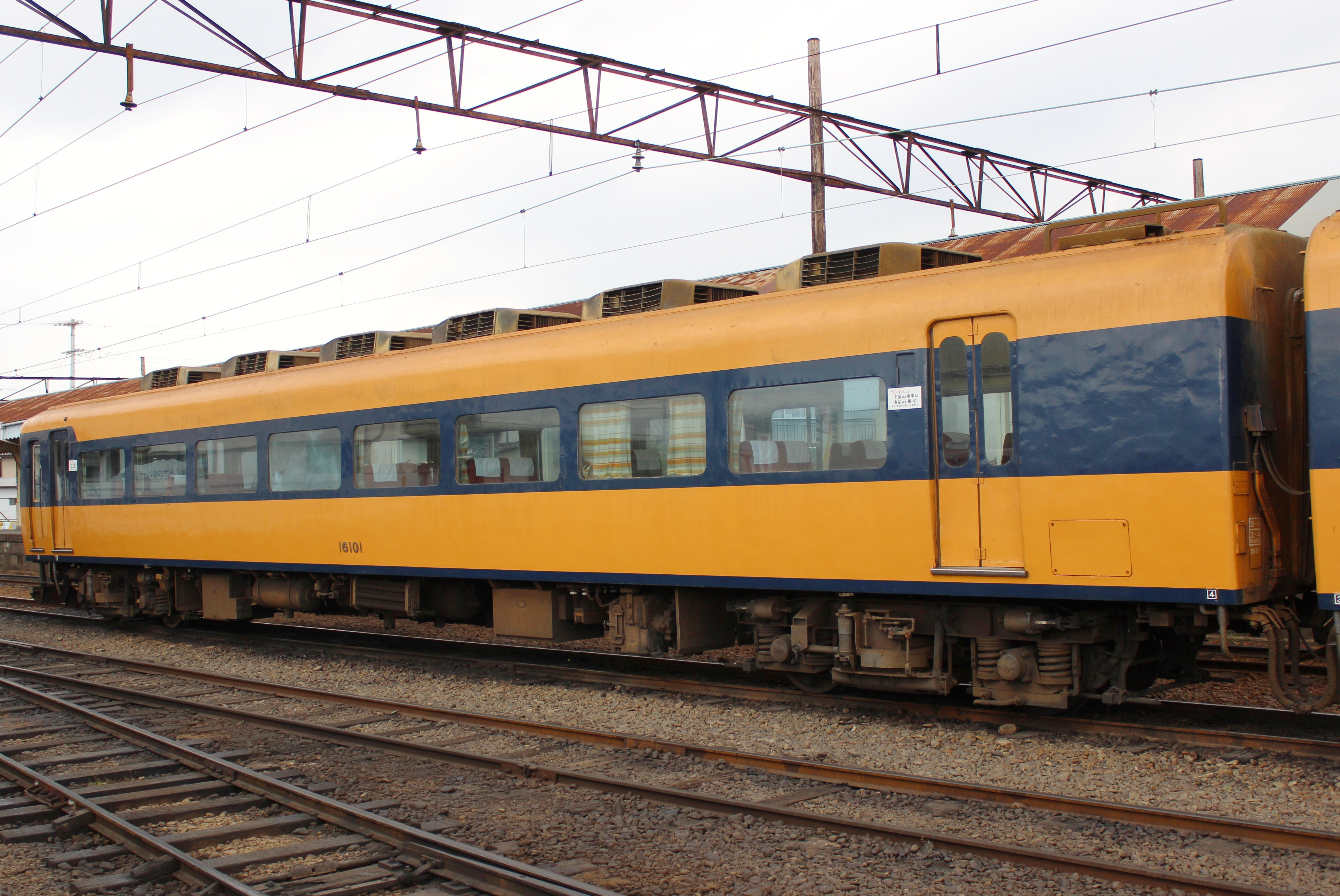
ク16100形 (16101)
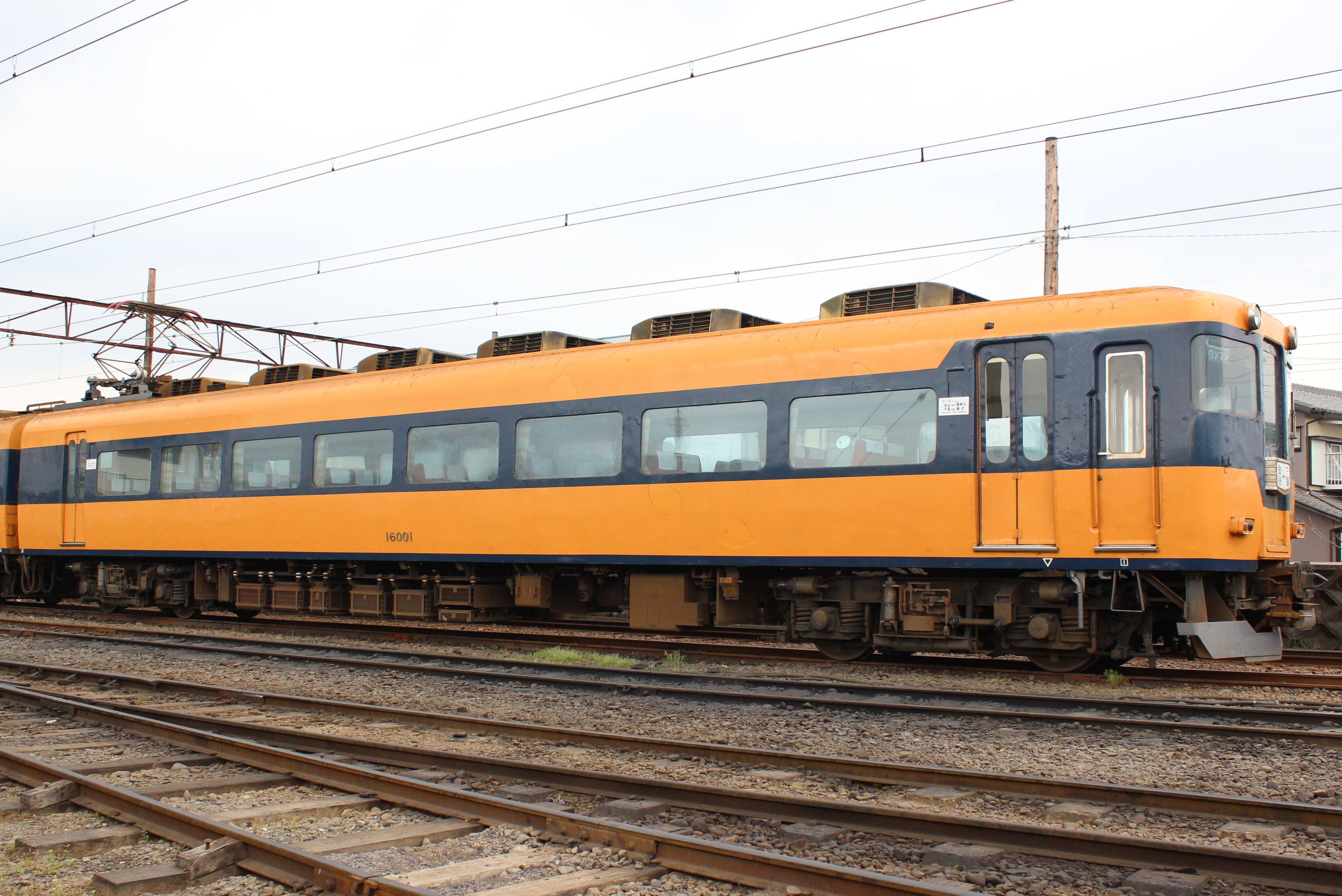
モ16000形 (16001)
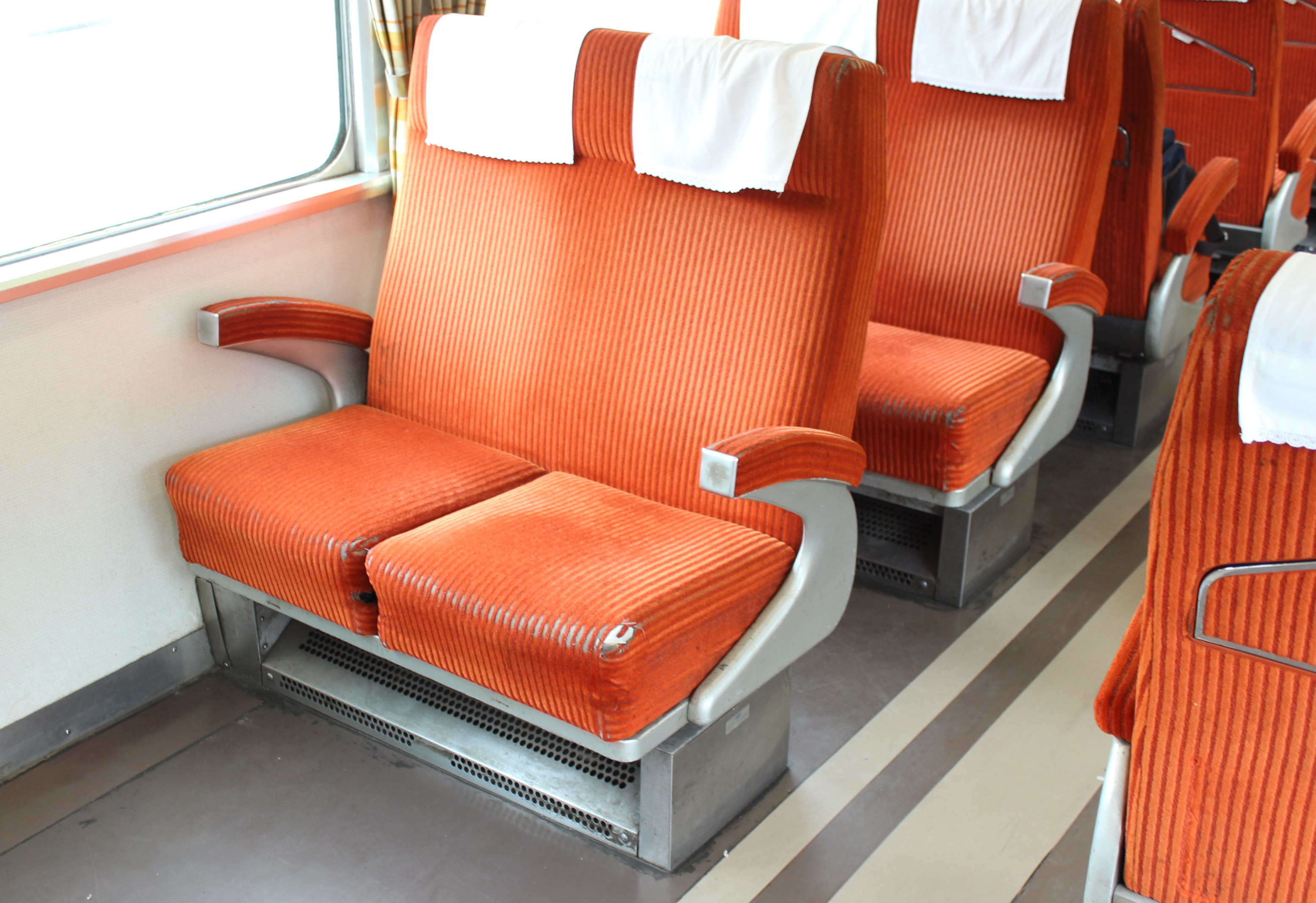
回転クロスシート 車内改装後
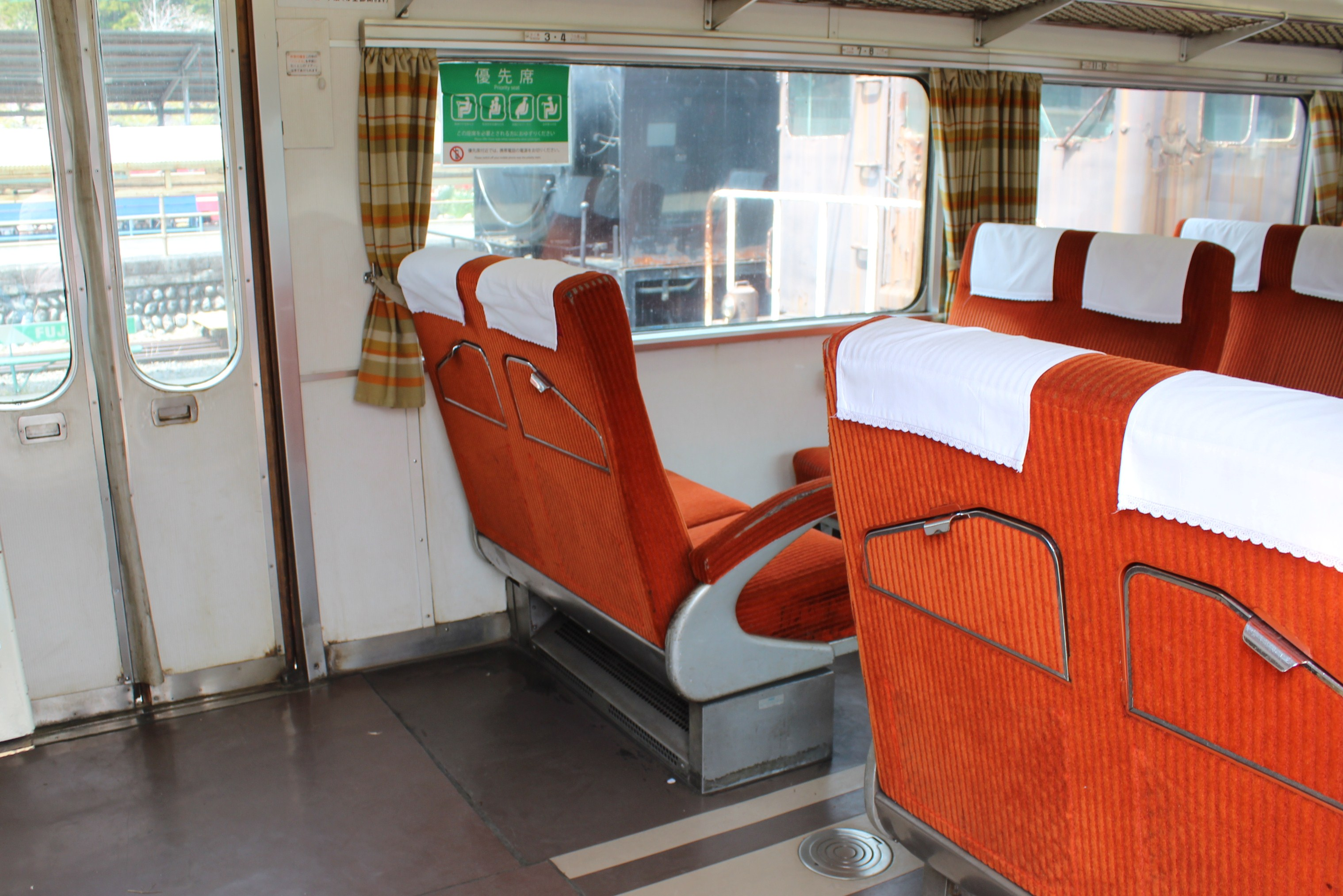
ノーデッキの客室

### 主要機器
特急車であるが、主電動機については通勤車である6900系（のちの6000系）と同一のものを使用しており、歯数比も同一である。
このため、走行性能はMT比1:1の6000系と同等であり、起動加速度2.3 km/h/s、平坦線釣合速度は125 km/h、33 ‰勾配時の釣合速度は71km/hである。

#### 主電動機
主電動機は設計当時狭軌用WNドライブ対応電動機として最強を称した三菱電機MB-3082-A（端子電圧340 V時1時間定格出力135 kW）を電動車に4基ずつ搭載する。低回転・強トルク特性ながら、高回転時の電機子反作用を界磁に付加した補償巻線で打ち消すことで弱め界磁制御による安定した高速特性を実現した、汎用性の高い電動機である。
端子電圧は340 V設定であるため、架線電圧を4等分した端子電圧375 V設定で換算すると実質的な出力は約150 kW相当となる。
歯数比は92:15 (6.13) である。動輪径が910 mmのため、一般的な860 mmに換算すると約5.79相当となる。

#### 主制御器

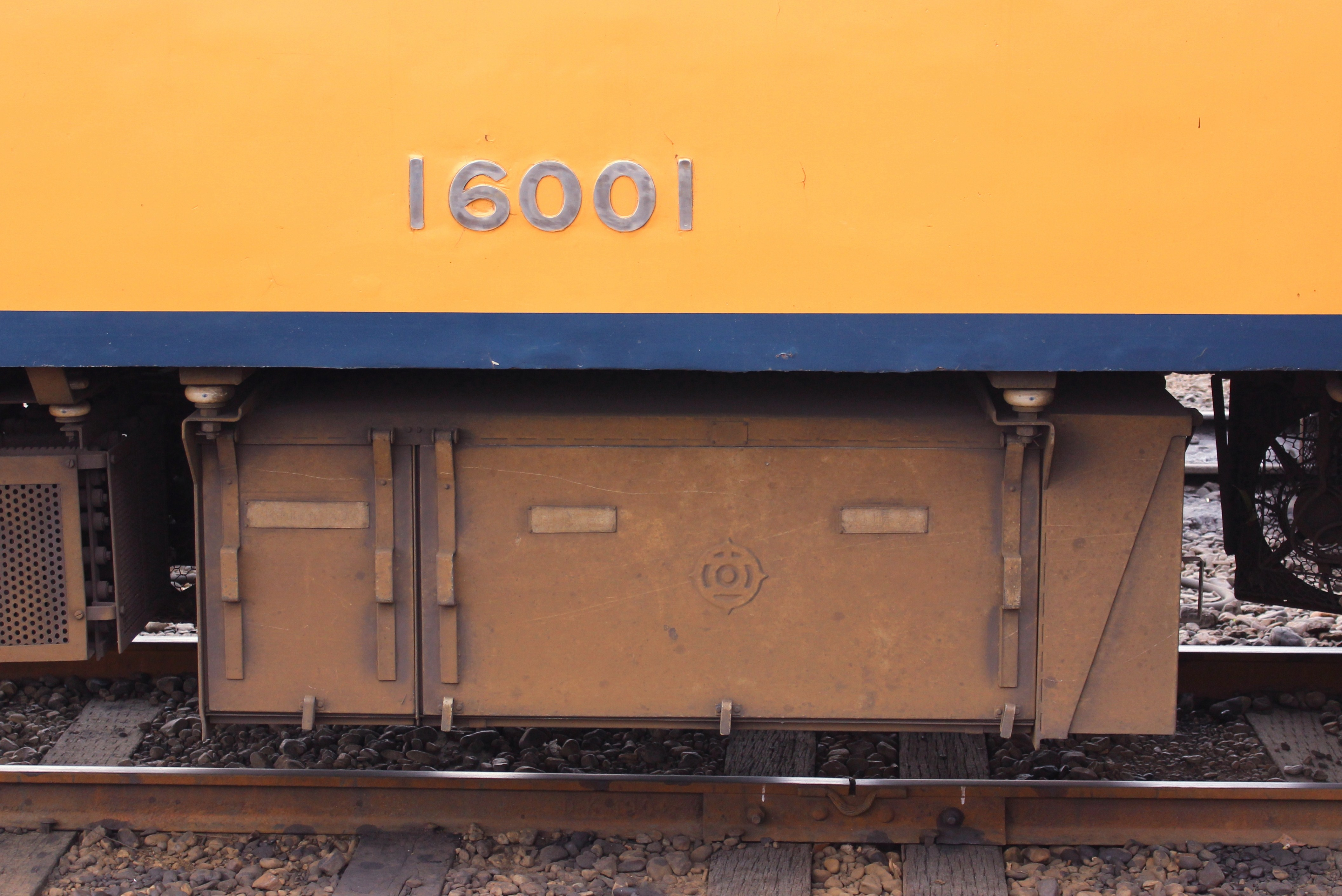
制御装置 MMC-HTB-10F

主制御器は日立製作所MMC-HTB-10F電動カム軸式自動加速制御器を電動車に搭載する。
電動車が1両単位となり、また特急用で起動加速時の粘着性能が特に重視されないことなどを考慮し、磁気増幅器を用いたバーニア制御は省略され、主回路接続が直列制御（減流1段、抵抗18段、界磁制御5段）のみとされるなど回路構成が簡略化される一方で、山岳線である吉野線で特急運用を実施することから、南大阪線用車両では初採用となる抑速発電ブレーキ（減流1段、抵抗18段）付きとしている。

#### 台車

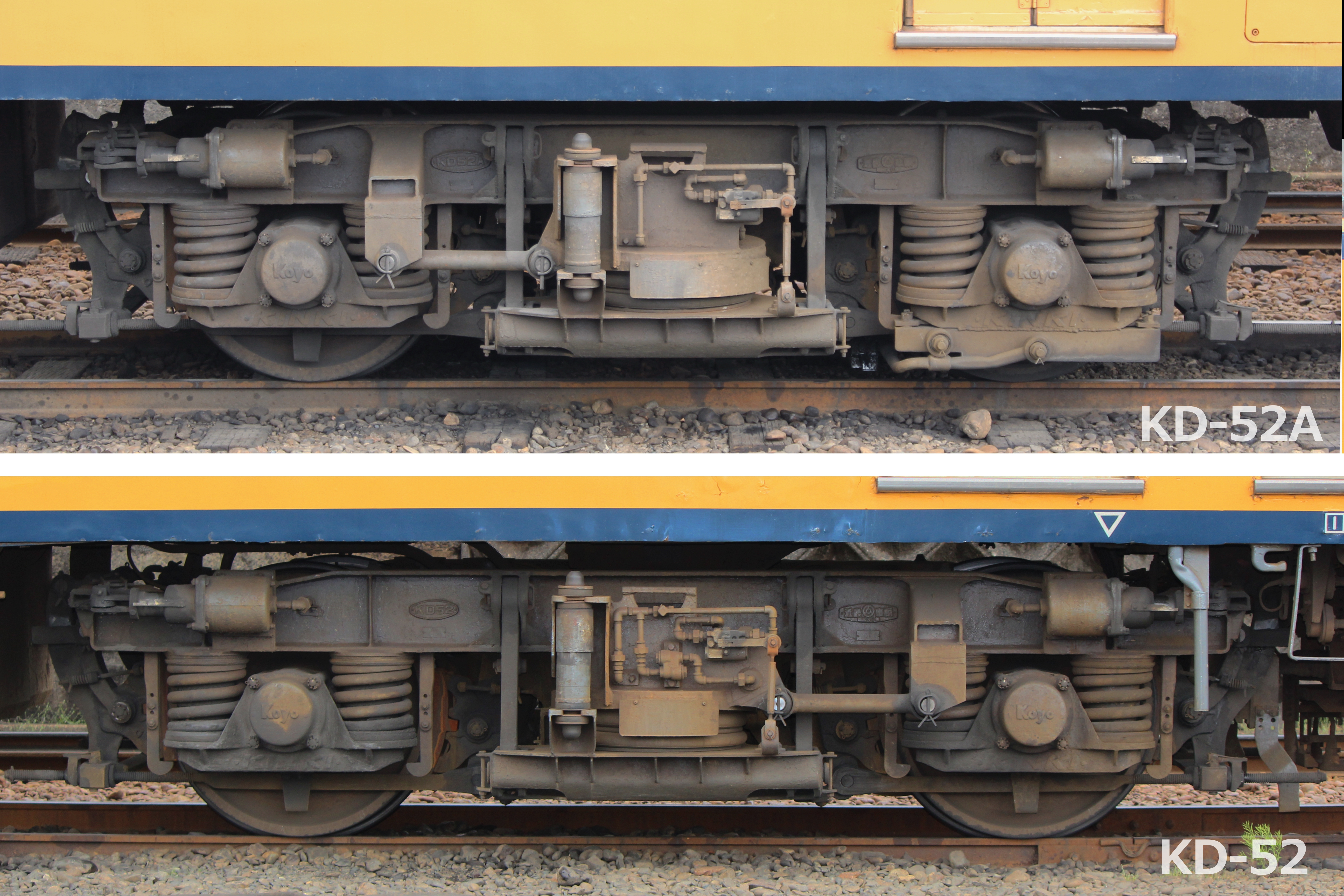
KD-52、KD-52A台車

台車はすべて近畿車輛製のシュリーレン式空気ばね台車である。
第1編成から第3編成まではベローズ式空気ばねに長リンク式揺れ枕を組み合わせたKD-52（モ16000形）・KD-52A（ク16100形）、第4編成から第6編成までは台車直結ダイヤフラム式空気ばねによるKD-69（モ16000形）・KD-69A（ク16100形）、そして第7編成以降はKD-69・KD-69Aの軸距を2,300 mm（KD-52系も同一）から2,200mmに短縮したKD-69B（モ16000形・モ16050形）・KD-69C（ク16100形・サ16150形）を装着する。

#### ブレーキ
設計当時標準のHSC-D電空併用電磁直通ブレーキを搭載する。

#### 集電装置

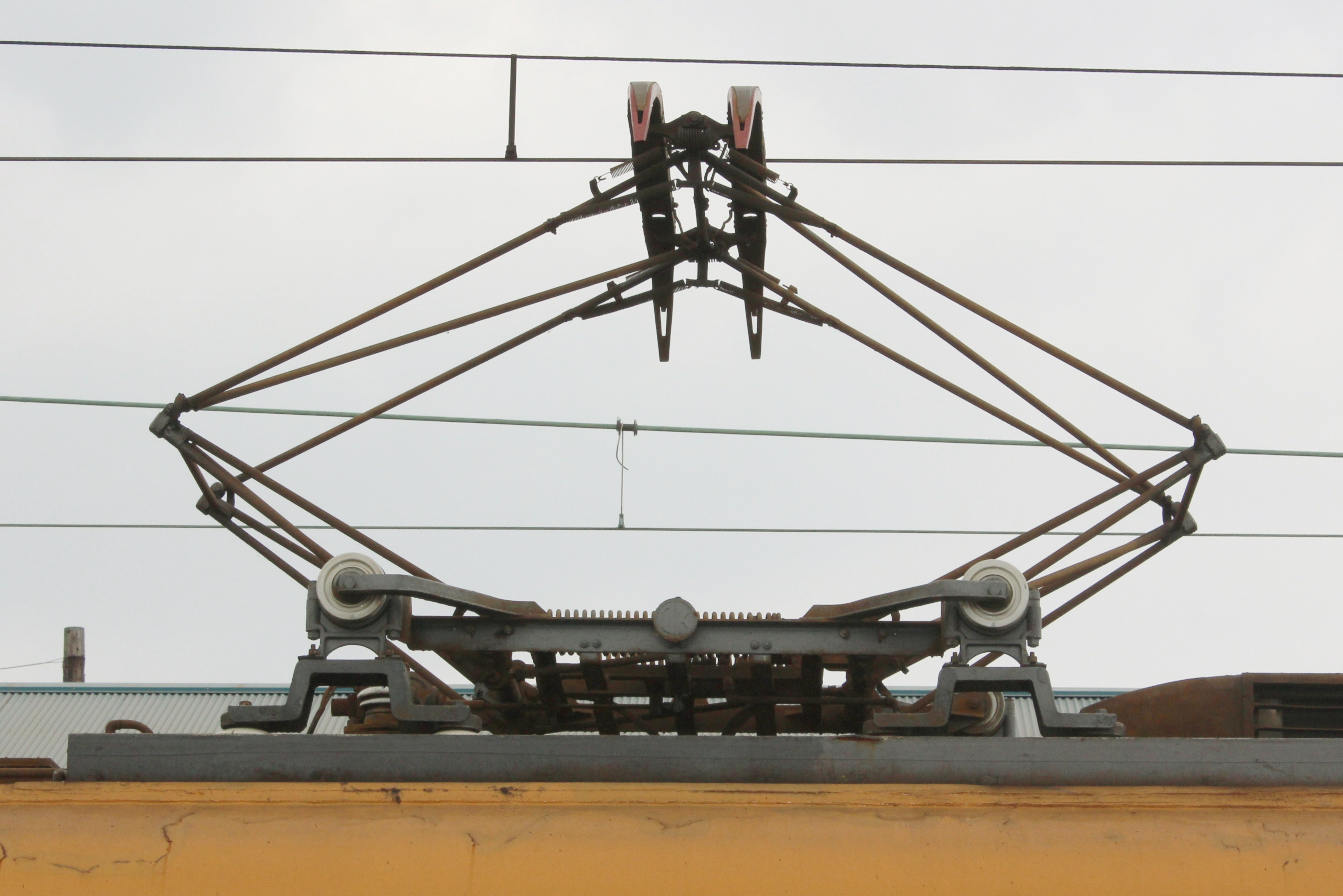
集電装置 PT-42

パンタグラフはモ16000形およびモ16050形吉野寄りにそれぞれ1基を搭載する。
このため2両編成の場合は1基しか設けられず、1編成で最低2基が標準装備の近鉄特急車の中にあって異彩を放っている（後述の16010系も1基のみ）。
第1編成から第3編成までは三菱電機S-534-Aを搭載して竣工したが、以後は東洋電機製造PT-4206に変更されている。

#### 連結器
運転台側は柴田式密着連結器、連結面側は棒連結器を備えている。
ただし、運転台側については1970年（昭和45年）の第7編成以降、大阪線特急車と歩調を合わせて電気連結器付きの新型密着連結器に変更され、これは既存編成にも波及している。

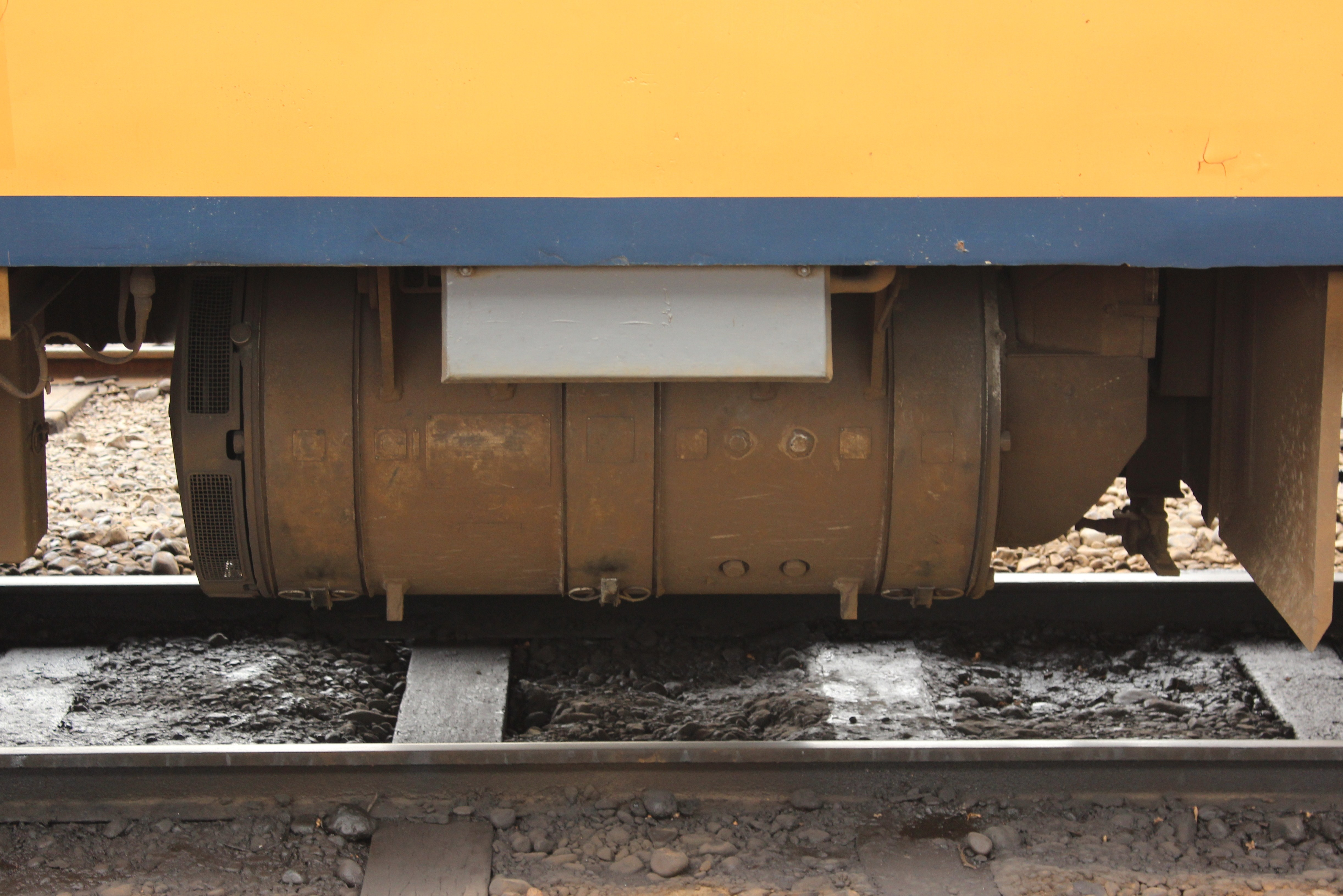
電動発電機 HG-584-Cr
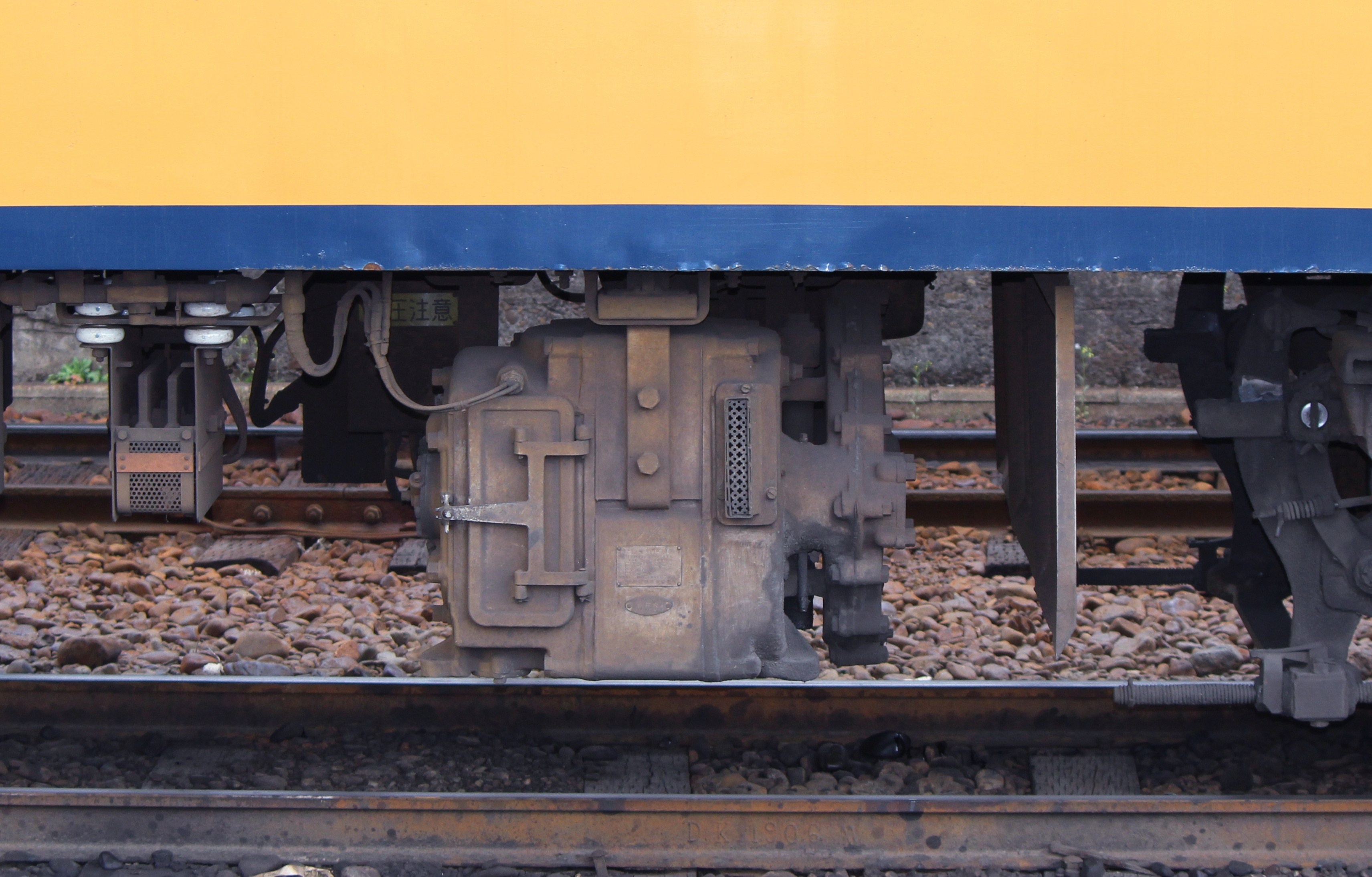
電動空気圧縮機 D-3-FR

## 製造
本系列は全車とも近鉄の関連会社である近畿車輛が製造を担当している。

### 第1・第2編成
まず1965年（昭和40年）3月18日の吉野特急新設に備え、同年2月7日竣工として以下の2形式2編成4両が新造された。
モ16000形 モ16001・モ16002
ク16100形 ク16101・ク16102
これにより、定期3往復、不定期3往復での吉野特急の運行がスタートした。
なお、その設定経緯から不定期を含む6往復全列車が橿原神宮駅で京橿特急6往復と1:1で接続するダイヤ編成であった。

### 第3編成
この吉野特急も京橿特急同様に利用が多いことから、不定期特急の定期特急への格上げや増発が求められるようになった。このため、京都線系統の特急と同様に、既存の2編成をそのまま充当することで不定期特急の定期特急格上げが実施され、予備車として「かもしか」号に用いられていたモ5820形を起用するという策が講じられた。もっとも、旧式の吊り掛け駆動車かつ低性能であったモ5820形は、16000系と同じダイヤで走ることができず、さらに同形式は非冷房で接客設備面でも極端な格差があったことから、早急な増備車の投入が要請された。
そこで、予備車確保のため京橿特急増発用の18000系第2編成とともに1966年（昭和41年）3月31日竣工として以下の1編成2両が増備された。
モ16000形 モ16003
ク16100形 ク16103
この第3編成の竣工で検査時の予備車が確保され、さらに多客時の増結による4両編成化が可能となった。こうして吉野特急は同年4月1日のダイヤ改正で1往復が増発され、定期7往復体制となった。

### 第4 - 第9編成および中間車
その後も特急の増発や増結が実施されたことから、16000系は1977年（昭和52年）までに以下の4形式14両が順次増備されて9編成20両の陣容となり、1日6往復体制でスタートした吉野特急は26000系「さくらライナー」竣工直前の段階で1日25往復体制にまで強化されることとなった。
- 1967年（昭和42年）12月2日竣工
モ16000形 モ16004
ク16100形 ク16104

- 1969年（昭和44年）4月10日竣工
モ16000形 モ16005
ク16100形 ク16105

- 1970年（昭和45年）1月26日竣工
モ16000形 モ16006
ク16100形 ク16106

- 1970年（昭和45年）12月3日竣工
モ16000形 モ16007
ク16100形 ク16107

- 1974年（昭和49年）3月15日竣工
モ16000形 モ16008
ク16100形 ク16108
モ16050形 モ16051
サ16150形 サ16151

- 1977年（昭和52年）12月22日竣工
モ16000形 モ16009
ク16100形 ク16109

## 改造

### 貫通開戸の特急標識交換
1977年（昭和52年）に16001F - 16008Fに貫通開戸の特急標識交換が行われた。これに併せ、前面帯の下辺も一直線から12000系に合わせた形状となっている。

### 車体更新
1985年（昭和60年）から1996年（平成8年）にかけて全編成に内装を中心とする車体更新が行われた。更新により、化粧板の交換と乗務員室左右妻面窓の大型曲面ガラス化のほか、16001F・16002Fに座席のモケット交換、16003F以降に座席の一斉自動転換式リクライニングシート化、16007F・16008F・16051F・16009Fにデッキの新設とモ16000形・モ16050形吉野寄りの乗降扉撤去とク16100形とサ16150形の車椅子対応座席・荷物置場設置および隣接乗降扉拡幅とモ16000形の車内販売基地撤去が順次行われた。ただし、車体前面および側面の方向幕設置と標準軌間各線区で運用されている12200系更新車のような車内灯の間接照明化は省略されている。

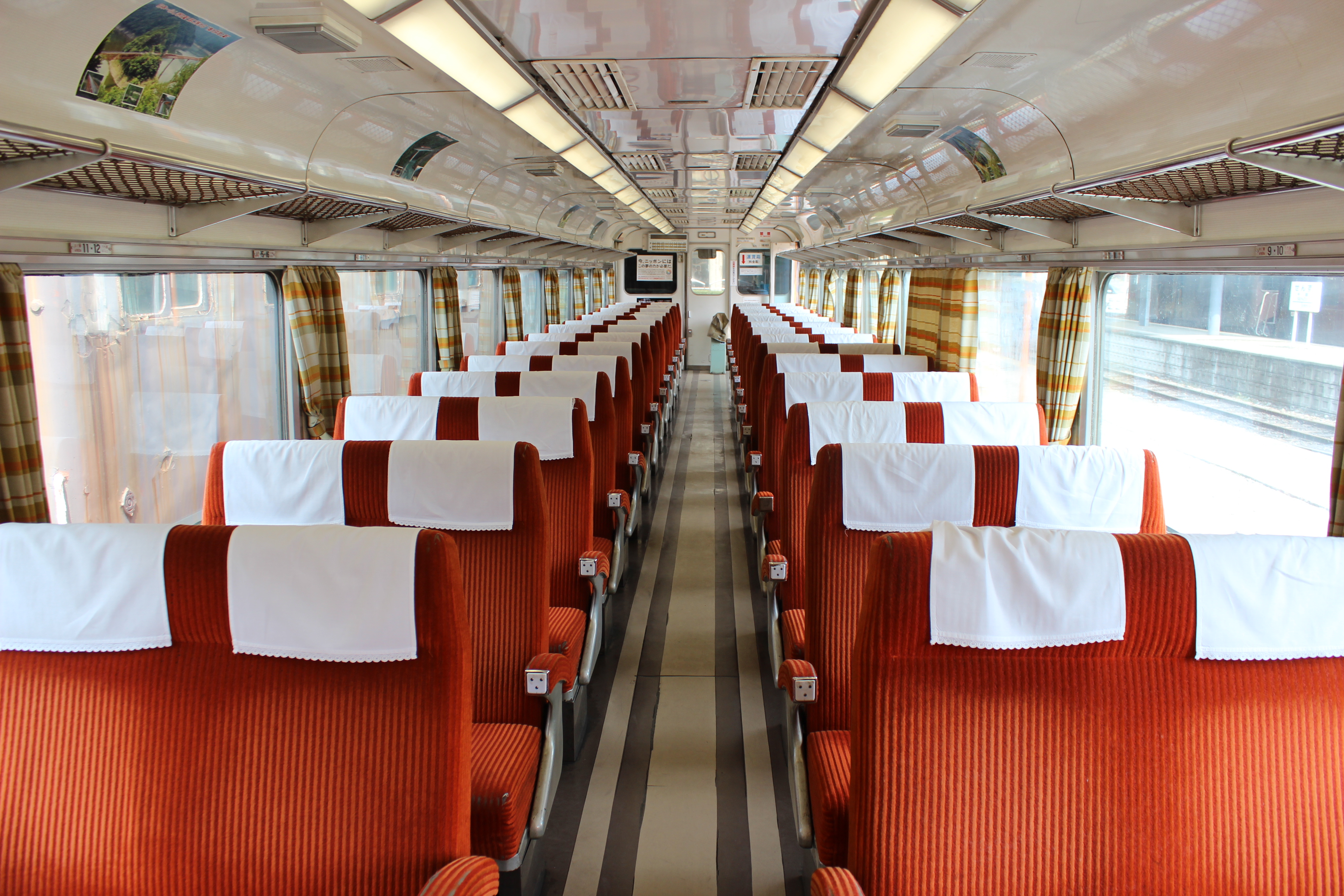
12400系に準じて車内改装 大井川鉄道16000系
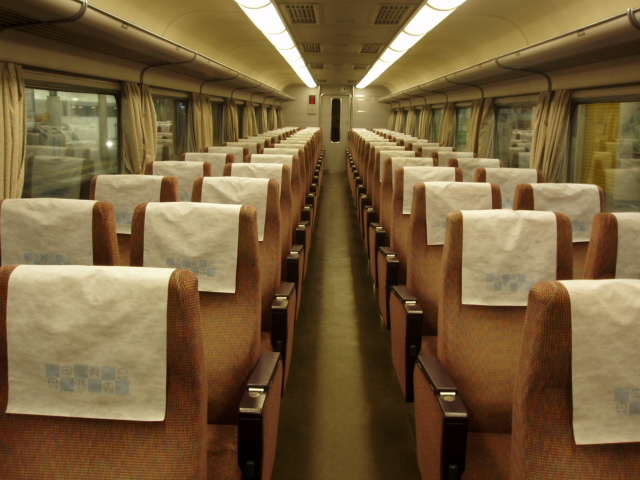
第7編成以降の車体更新後の車内

### B更新
2007年（平成19年）から2010年（平成22年）にかけて16007F・16008F・16051F・16009Fに2回目の車体更新（B更新）が行われた。更新により、車体の内外装材交換と車体連結部の転落防止幌設置が行われた。ただし、座席は従来の一斉自動転換式リクライニングシートで存置されている。このほか、車体前面および側面の方向幕設置は省略されている。

### 喫煙室設置
2015年（平成27年）12月から2016年（平成28年）8月にかけて16007F・16009Fにク16100形、16051Fにサ16150形の喫煙室設置が行われた。喫煙室設置により、当該部分反対側の窓が封鎖されたが、車体前面および側面のLED式行先表示器設置は省略されている。

### 塗装変更

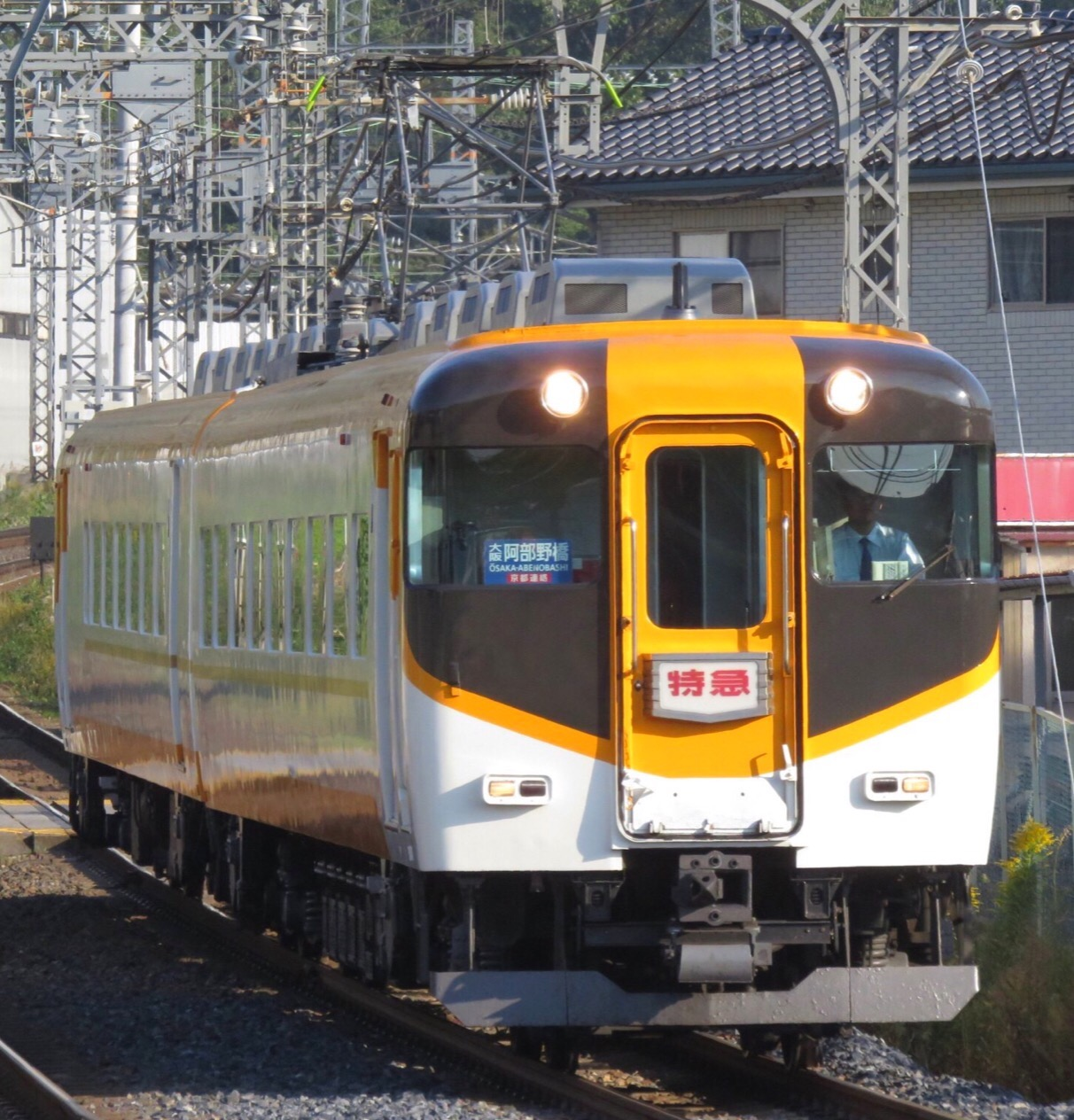
新塗装

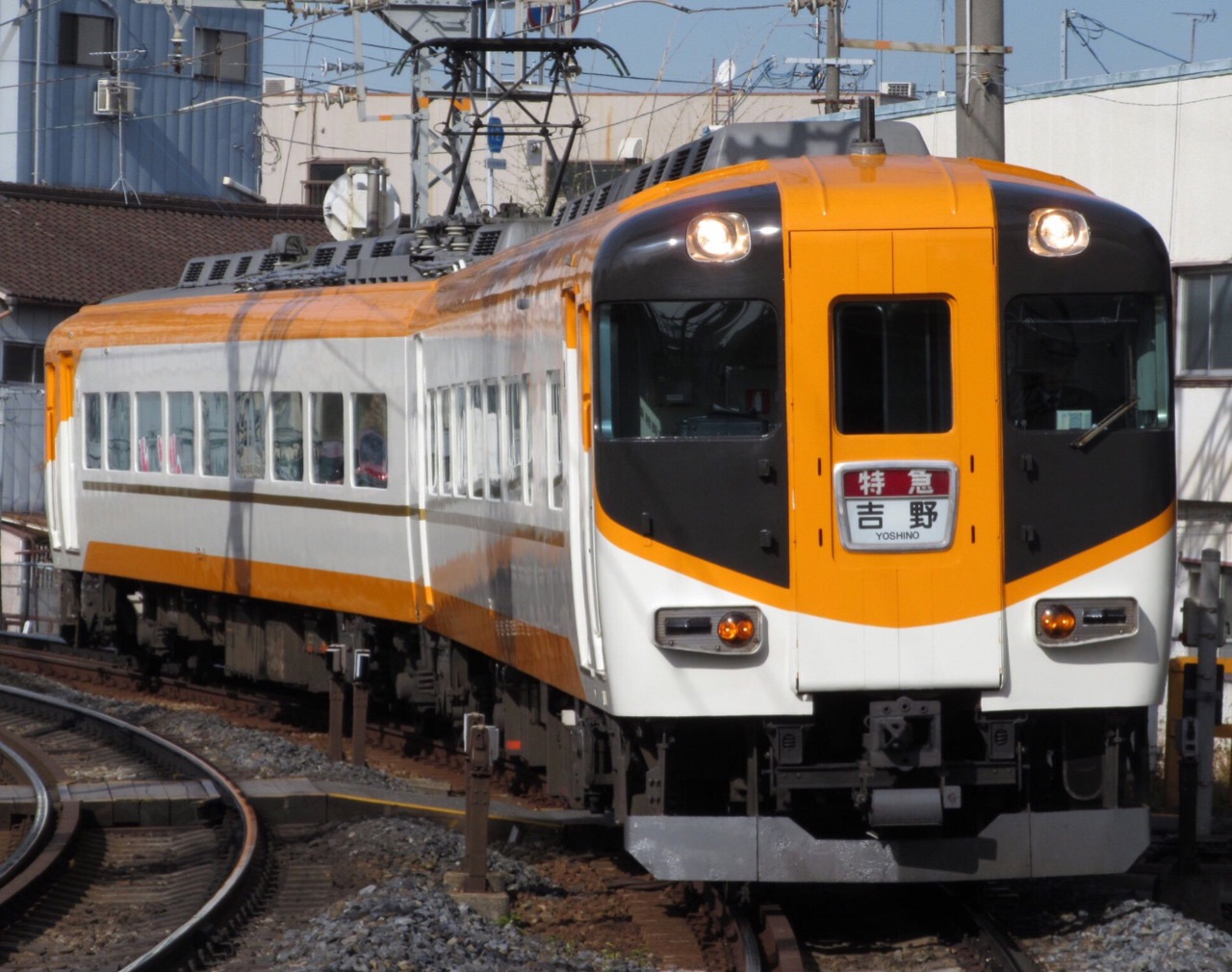
新塗装化された16010系

本系列は22000系の車体更新を皮切りに開始された汎用特急車両の塗装変更対象とされ、2016年（平成28年）10月に検査出場した16009Fから順次塗装変更が行われ、在籍する8両が塗装変更を完了した。

## 廃車・譲渡
1997年（平成9年）に16400系が製造された際、16001F・16002Fが廃車され、大井川鉄道（現・大井川鐵道）へ譲渡された（後述）。
2002年（平成14年）に16003Fが廃車され、大井川鐵道へ譲渡された（後述）。
2005年（平成17年）1月に16004Fが廃車された。
2013年（平成25年）11月24日のラストランイベントを最後に16005F・16006Fが廃車された。16005F・16006Fの廃車により、ノーデッキ・B更新未施工車は近鉄における営業線上から姿を消した。
2024年（令和6年）11月23日の「吉野特急車 16000系 ありがとう！Y07ツアー」を最後に16007Fが廃車された。
2024年（令和6年）12月1日現在、16008F・16051F・16009Fの3本6両が在籍し、古市検車区に配置されている。16009Fは後述の16010系、16400系、16600系と共通運用なのに対して、16008F・16051Fは2024年（令和6年）3月15日の「ありがとうY08Y51編成ツアー」を最後に運用から離脱しており、休車状態で古市検車区天美車庫に留置されていたが2025年5月に廃車された。2025年6月現在、16009F2両1本のみが現存し運用されている。

## 編成一覧
|        | 車体更新   | B更新      | 喫煙室設置     | 廃車       |
| ------ | ---------- | ---------- | -------------- | ---------- |
| 16001F | 1986年3月  | 未施工     | 未設置         | 1997年2月  |
| 16002F | 1985年12月 | 未施工     | 未設置         | 1997年2月  |
| 16003F | 1987年3月  | 未施工     | 未設置         | 2002年7月  |
| 16004F | 1988年3月  | 未施工     | 未設置         | 2005年1月  |
| 16005F | 1988年12月 | 未施工     | 未設置         | 2013年11月 |
| 16006F | 1990年3月  | 未施工     | 未設置         | 2013年11月 |
| 16007F | 1995年3月  | 2010年9月  | 2016年3月10日  | 2024年11月 |
| 16008F | 1996年12月 | 2007年12月 | 未設置         | 2025年5月  |
| 16051F | 1995年10月 | 2008年3月  | 2016年8月26日  | 2025年5月  |
| 16009F | 1995年8月  | 2009年     | 2015年12月11日 | 運用中     |

## 16010系
1981年（昭和56年）に16000系の増備車として、2両編成1本（モ16011-ク16111）が製造された。時代背景を考慮して車体形状などマイナーチェンジを行ったため、新系列となった。車体と前面は30000系「ビスタカーIII世」、12410系に類似する。2019年（平成31年）4月1日現在の配置は古市検車区。
電算記号はY11を使用する。

### 12410系・30000系との相違点
車体デザインは当時製造されていた12410系・30000系に準じており、前面貫通幌にカバーを装着し、標識灯の形状や前面行先表示器も同一のものとしたが、側面行先表示器は設置されていない。塗り分けは、16000系と併結した場合の見た目の調和を考慮し、同系と同一とした。
最大幅は2,740 mmで16000系と同一だが、30000系などと揃えて屋根を高くして12400系と同様の連続冷房装置キセ（カバー）が採用されている。
車内設備は、内装色や荷棚こそ30000系などに準じたものが採用されたが、座席は乗車時間の短さを考慮し、10100系の廃車発生品を流用した回転クロスシート（リクライニング機能なし）をモケット交換の上で配置され、シートピッチも16000系と共通で運用することから同系と同じ935 mm、乗降口のデッキも当時の16000系と同様に省略されている。
主制御器は日立製作所MMC-HTB-10F電動カム軸式自動加速制御器、主電動機は三菱電機MB-3082-Aを搭載し、いずれも16000系と同一である。台車は新設計の近畿車輛KD-89・89A形シュリーレン式空気ばね台車が採用され、パンタグラフは下枠交差式の東洋電機製造PT-4811形を1基モ16011の連結面寄り屋根上に設置している。

### 改造
座席のリクライニングシート化
1997年（平成9年）に座席のリクライニングシート化が行われた。
車体更新
2001年（平成13年）12月に車体更新が行われた。更新により、デッキの新設、モ16011の車内販売基地撤去が行われ、定員が変更された。ただし、車体側面の方向幕設置と車内灯の間接照明化は省略されている。
B更新・喫煙室設置
2014年（平成26年）8月に2回目の車体更新（B更新）が行われた。更新により、ク16111運転室側後方の喫煙室設置、当該部分反対側の窓封鎖、荷物置場の移設、座席の全面禁煙化が行われた。ただし、座席は従来の11400系の廃車発生品を流用したリクライニングシートで存置され、前面方向幕のLED式行先表示器化と車体側面のLED式行先表示器設置は省略されている。
塗装変更
本系列は22000系の車体更新を皮切りに開始された汎用特急車両の塗装変更対象とされ、2016年（平成28年）9月の検査時に塗装変更が行われた。塗装塗り分けは先に塗装変更された12410系12413Fや30000系30209Fに準拠しているが、方向幕は従来の白幕で存置されている。
|        | 車体更新   | B更新     | 喫煙室設置 | 廃車   |
| ------ | ---------- | --------- | ---------- | ------ |
| 16011F | 2001年11月 | 2014年8月 | 2014年8月  | 運用中 |

### お召し列車
1981年（昭和56年）5月23日、橿原神宮前 - 吉野間でモ16011 - ク16111 + モ16008 - ク16108の4両で組成されたお召し列車が運転され、第32回全国植樹祭に出席する昭和天皇と皇后が16111号車に乗車した。お召し列車運転に先立ち、御座所の設置、運転台窓ガラスならびに一部客室窓ガラスの防弾ガラスへの交換など、必要な改造が施された。これが16000系・16010系唯一のお召し列車運転の事例である。

## 譲渡車

### 大井川鐵道16000系

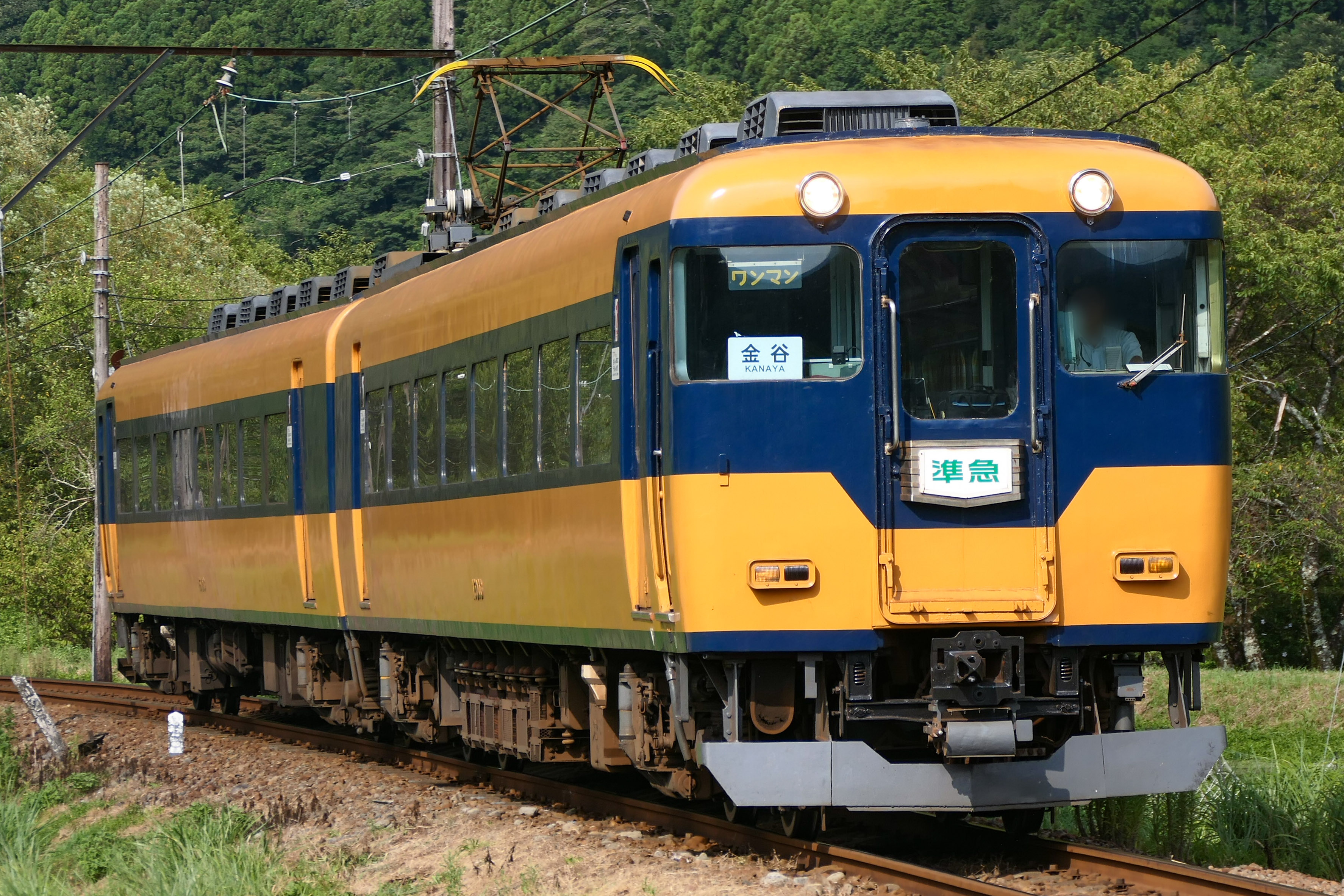
大井川鉄道16000系

近鉄で廃車になった初期製造グループのうち、1997年（平成9年）に第1・第2編成、2002年（平成14年）に第3編成の計3編成が譲渡された。形式記号（モ・クをモハ・クハに変更）以外は近鉄時代の車号のまま16000系として大井川鉄道（現・大井川鐵道）の大井川本線の普通列車に使用されている。
第1編成は1998年（平成10年）6月23日付で竣工し、7月23日に営業運転を開始した。第2編成は12月20日付、第3編成は2004年（平成16年）3月25日付で竣工した。
ワンマン運転対応改造に伴う最前部1列の座席撤去とトイレ・洗面所・車販準備室の封鎖を実施した以外は、塗色をはじめ内外装ともほぼ近鉄時代そのままの状態で運用されている。第1・2編成はリクライニングしない回転式シートで、第3編成は座席のリクライニング機構もそのまま残っている。近鉄時代は「特急」表示のあった電照式表示器部分は当初「金谷-千頭」という行先表示を入れていたが、2014年（平成26年）3月からは種別表示に変更されている。
第1編成は2014年（平成26年）9月頃から運用を離脱。十和田観光電鉄から譲り受けた7200系に置き換えられ、2015年（平成27年）1月9日付で廃車となった。
2018年（平成30年）10月17日に、抜里 - 家山間で倒木による架線支障により架線柱が倒れたため、第3編成が大破。第2編成から部品を移植して修理し、翌2019年（平成31年）3月に運用を再開した。移植元となった第2編成は休車となり、南海電気鉄道から譲り受けた6000系に置き換えられ、2022年（令和4年）1月7日付で廃車となった。

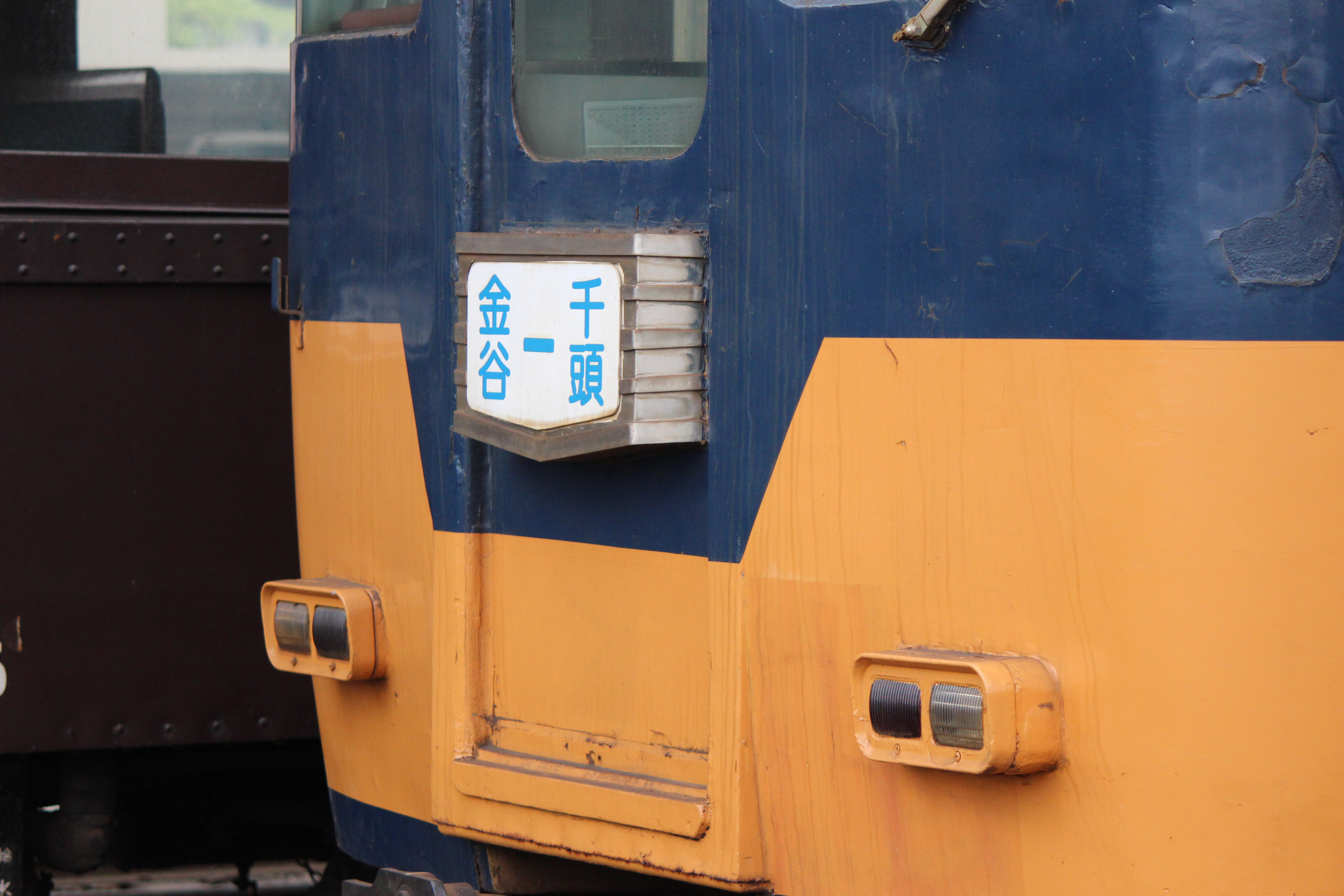
譲渡当初の区間表示 （後に種別表記に回帰）
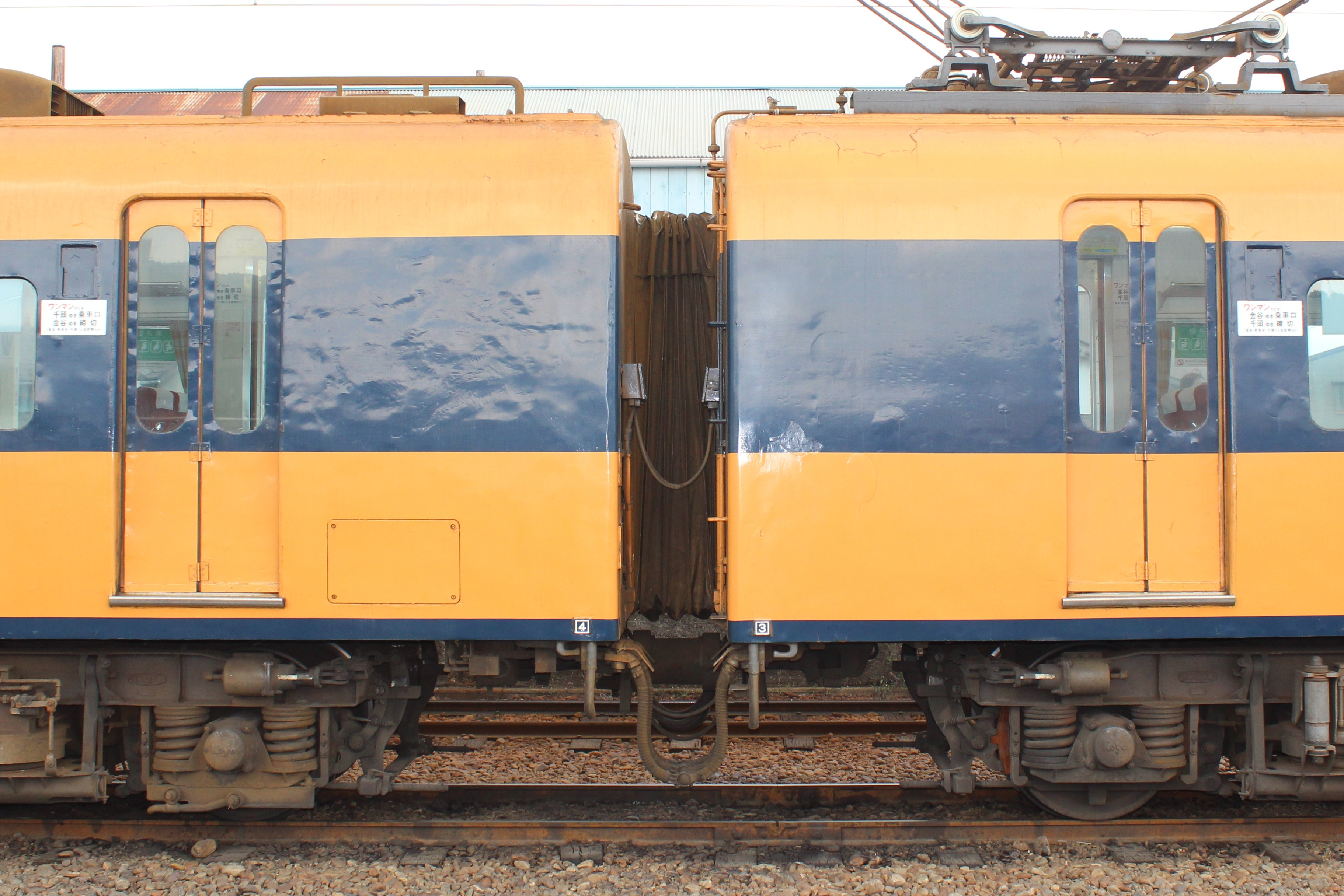
連結部床下の汚物タンクは撤去
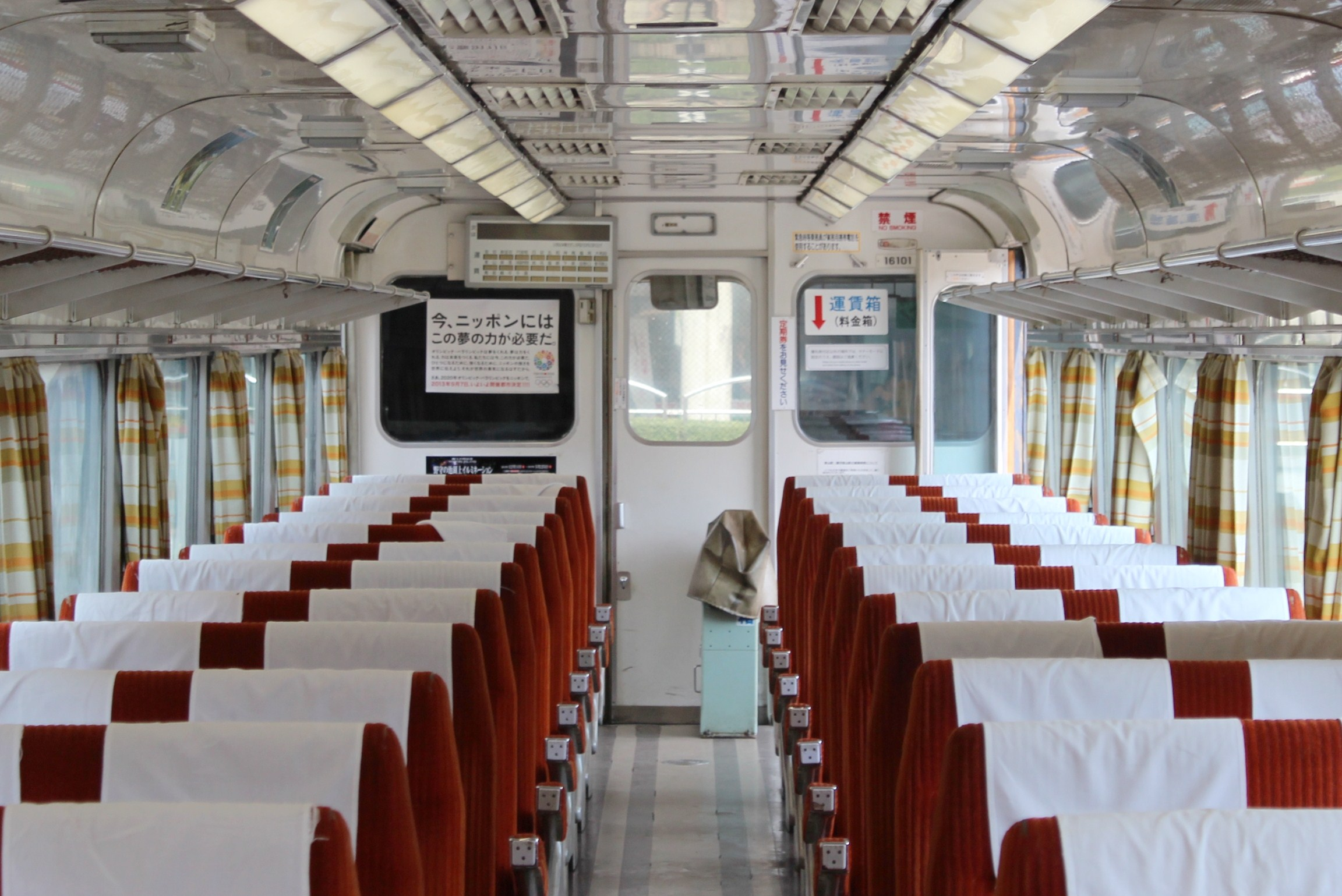
第1編成の座席 ワンマン対応設備を設置し運転時は乗務員室扉を開ける
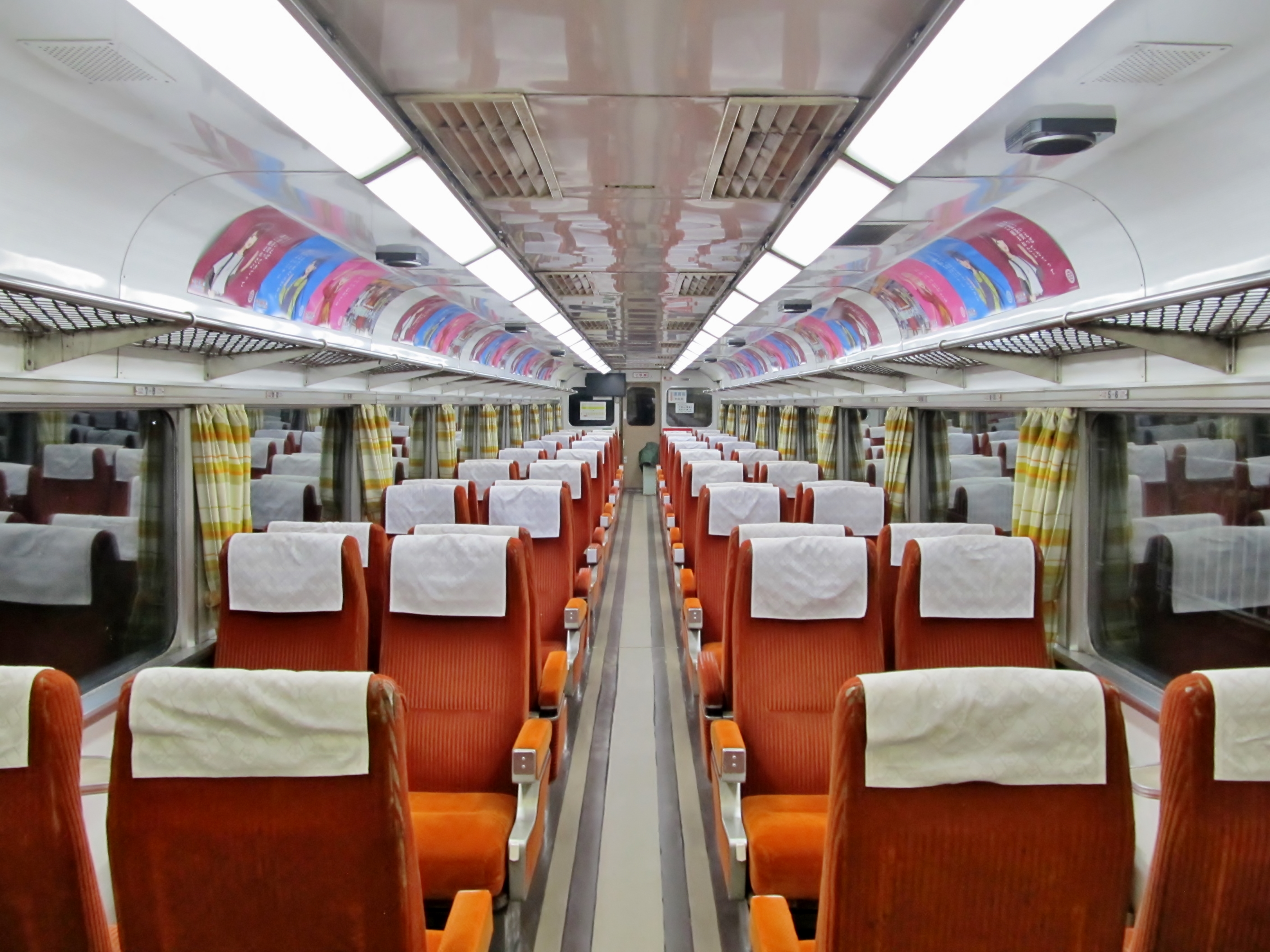
第3編成の座席